# Грушецкий, Владимир Игоревич
Владимир Игоревич Грушецкий (род. 10 августа 1949, Реутов) — переводчик художественной литературы на русский язык, российский независимый издатель, независимый исследователь творчества Даниила Андреева.

## Биография
Родители в годы войны сражались на фронте; после войны мать работала инженером-экономистом, отец — токарем.
В 1962 году Владимир Игоревич в ранге бакалавра вошёл в состав Ордена SCO — неформального объединения подростков. Создали этот Орден, название которого состоит из первых трёх букв созвездия «Скорпион», пятеро «магистров», когда им было по 16-18 лет. В основе этого Ордена лежало увлечение астрономией и космонавтикой, вера в успех межпланетных путешествий ещё при их жизни. Через некоторое время число членов насчитывало уже несколько десятков людей и была организована по иерархическому принципу тайных орденов. Орден, действующий и сегодня, существует в течение 45 лет. Об этом Ордене есть книга: Грушецкий В.И. Книга Странствий: «Хроника экипажа “Ranger”». — М.: Арда, 1997. — 448 с..
С начала 1970-х годов Грушецкий В. И. был связан с самиздатом.
В 1974 году окончил Московский ин-т инженеров геодезии, аэросъемки и картографии (МИИГАиК) по специальности «Инженер астрономо-геодезист». После университета 16 лет работал в Центральном научно-исследовательском институте геодезии, аэросъёмки и картографии по морской тематике. В составе морских экспедиций работал на многих морях России, в основном на Севере и Дальнем Востоке.
В 1989 году переходит на издательскую работу, в начале 1990-х годов работал заведующим редакцией в издательстве «Прометей» при Московский государственный педагогический институт им. В. И. Ленина. Грушецкий В. И. первый, кто издал «Розу Мира» Даниила Андреева со своим послесловием, тиражом в 100 тыс. экземпляров. А в 2006, к юбилею Д. Андреева, выпустил первое в мире издание его произведений с приложенным CD.
В 1991 году, в издательстве «Космополис», выпустил впервые в одном томе все «Хроники Нарнии» К. С. Льюиса.
Занимается переводами вместе с Н. В. Григорьевой. В 1991 году в переводе Грушецкого и Григорьевой вышел первый полный вариант перевода «Властелина Колец» Дж. Р. Р. Толкина. В 1993 году ими переведена самая значимая работа Толкина — «Сильмариллион». Так же вместе с Григорьевой ими переведены: роман Р. Брэдбери «Надвигается беда», его же рассказы, 4 мистических романа Ч. Вильямса — «Война в Небесах», «Иные миры», «Старшие арканы», «Канун дня всех святых» и др..
В 1992 году Грушецкий В. И. принял участие в работе международной конференции, посвященной 100-летию Толкина в Оксфорде.
Владимир Игоревич Грушецкий автор и исполнитель многих издательских проектов, самым масштабным из которых является двухтомная энциклопедия «Религии мира» (Издательство «Аванта+»). Сегодня Грушецкий — сотрудник издательства «Арда».